# 大卫·弗罗斯特
大卫·帕拉丁·弗罗斯特爵士，KT，OBE（英語：David Paradine Frost，1939年4月7日—2013年8月31日），英国著名时事评论员、电视节目主持人、作家、记者。

## 生平
出生于肯特郡的一个牧师家庭，剑桥大学毕业。
1977年他专访美国前总统理查德·尼克松，逼問他關於水门事件的看法。随着“弗罗斯特系列节目”的开播，确立了他在新闻媒体界的独特地位，多年来成功访问了许多知名的政界人物。
2013年8月31日因心脏病发作而逝世，享年74岁。

## 家庭
1983年3月19日他与Carina Fitzalan-Howard (1952年2月20日出生)结婚，两人育有三个儿子。

## 书籍
- "I Gave Them a Sword": Behind the scenes of the Nixon interviews (1978). Published as Frost/Nixon in 2007.
- David Frost's Book of Millionaires, Multimillionaires, and Really Rich People (1984)
- The Rich Tide: Men, Women, Ideas and Their Transatlantic Impact (1986). With Michael Shea.
- An Autobiography. Part 1: From Congregations to Audiences  (sic) (1993).